# Ядерная медицина

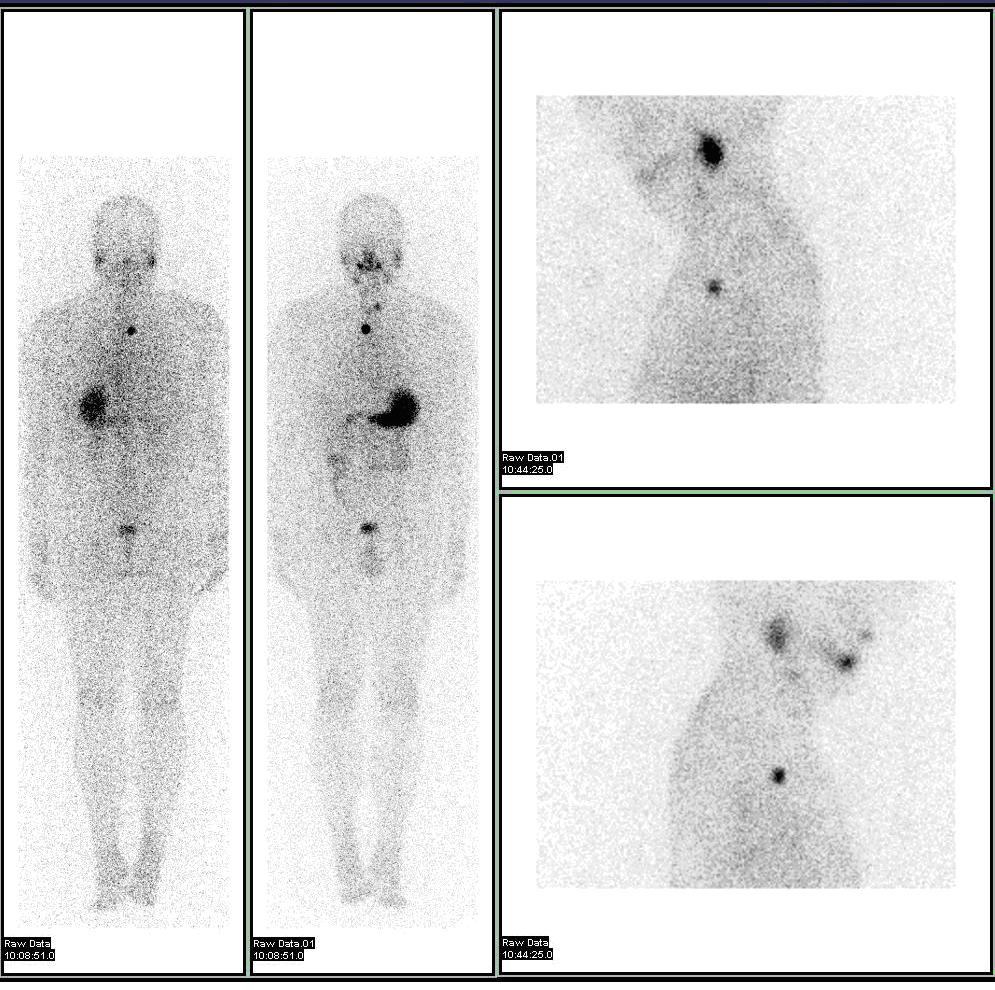
Сканирование всего тела с йодом-123 для оценки рака щитовидной железы. Вышеупомянутое исследование было выполнено после тотальной тиреоидэктомии и стимуляции ТТГ с отменой препаратов гормонов щитовидной железы. Исследование показывает небольшую остаточную ткань щитовидной железы на шее и поражение средостения, что соответствует метастатическому заболеванию раком щитовидной железы. Наблюдаемое поглощение в желудке и мочевом пузыре является нормальным физиологическим явлением.

Я́дерная медици́на — раздел клинической медицины, который занимается применением радионуклидных фармацевтических препаратов в диагностике и лечении. Ядерная медицина связана с использованием радионуклидов в медицине для диагностики, определения стадии заболевания, терапии и мониторинга реакции на процесс заболевания.
Иногда к ядерной медицине относят также методы дистанционной лучевой терапии. В диагностике использует главным образом однофотонные эмиссионные компьютерные томографы (SPECT, улавливают гамма-излучение) и позитронно-эмиссионные томографы (ПЭТ-сканеры), в лечении преобладает радиойодтерапия.
Код науки по 4-значной классификации ЮНЕСКО (англ.) — 3204.01 (раздел — медицина)
Как отрасль медицины официальный статус получила в 1970—1980 годах. Применяется главным образом при кардиологических и онкологических заболеваниях, потребляет свыше половины радиоактивных изотопов в мире. В развитии отрасли лидируют США, Япония и некоторые европейские страны. Россия входит в число стран-лидеров по производству сырьевых медицинских изотопов, однако принятие федеральной целевой программы по развитию ядерной медицины пока находится на повестке дня.

## Области применения
Ядерная медицина применяется в следующих областях (на примере США): кардиология — 46 % от общего числа диагностических исследований, онкология — 34 %, неврология — 10 %. В частности, в онкологии (радиобиология опухолей) ядерная медицина выполняет такие задачи, как выявление опухолей, метастазов и рецидивов, определение степени распространённости опухолевого процесса, дифференциальная диагностика, лечение опухолевых образований и оценка эффективности противоопухолевой терапии.

## История

### Диагностирование

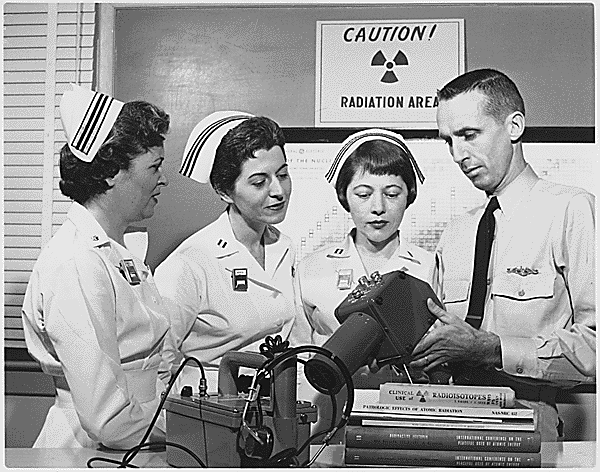
Медсёстры осваивают инструмент для измерения радиации. Ричмонд, 1958 год

Отцом радиоизотопной диагностики считается венгр Д. Хевеши, в 1913 году предложивший использовать в биологических исследованиях метод меченых атомов, за что в 1943 году удостоился Нобелевской премии по химии. В 1951 году Бенедикт Кассен с коллегами создал для целей радионуклидной диагностики прямолинейный сканер. Сканер Кассена более чем на два десятилетия стал главным инструментом ядерной медицины. В 1953 году Гордон Броунелл создаёт в Массачусетском технологическом институте первый прототип ПЭТ-сканера. В 1958 году Хэл Энджер усовершенствовал свою первую гамма-камеру, создав «сцинтиляционную камеру» (камера Anger), которая дала возможность одномоментного диагностирования объекта без перемещения сканера. Дэвид Кюльсоздаёт в 1959 году в Пенсильванском университете предшественника однофотонного эмиссионного компьютерного томографа. В 1960 году Розалин Сасмен Ялоу и Соломон Берсон опубликовали информацию об открытом ими методе радиоиммунного анализа, открывшем дорогу для диагностики in vitro. В 1961 году Джеймс Робертсон создаёт в Брукхейвенской национальной лаборатории ПЭТ-томограф современного типа.

### Лечение
В 1901 году французские физики Анри-Александр Данло и Эжен Блох впервые применили радий для лечения кожного туберкулёза. Американский изобретатель Александр Белл предложил в 1903 году использовать радий для лечения опухолей. В 1923 году Наркомат здравоохранения СССР издал приказ о применении 224Ra для облегчения болей в суставах. В 1936 году Джон Лоуренс, брат изобретателя циклотрона, лечит в Радиационной лаборатории Беркли лейкемию с помощью 32P. В январе 1941 года Сол Герц приготовил первый лечебный препарат на основе 131I для пациента Массачусетского госпиталя, страдавшего диффузным токсическим зобом. В 1952 году тот же Джон Лоуренс совместно с Корнелиусом Тобиасом использует пучок альфа-частиц для лечения опухоли гипофиза.

### Препараты

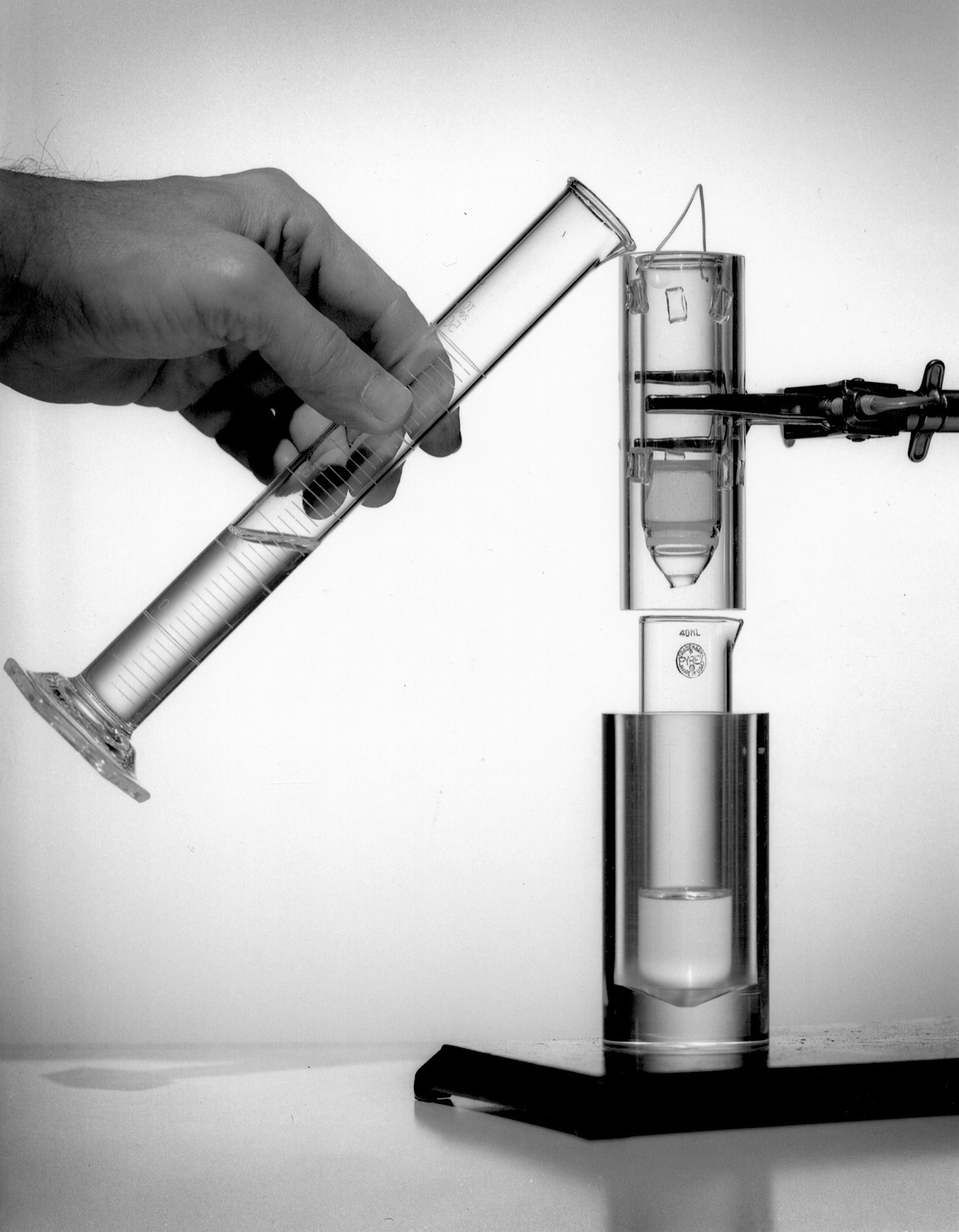
Генератор ^{99}TC^{m}. 1958 год

В 1929 году Эрнест Лоуренс изобрёл циклотрон, ставший главным инструментом для получения радионуклидов. В 1938 году Гленн Сиборг вместе с Эмилио Сегре получили на циклотроне Лоуренса 99TC. 26 ноября 1940 года зав. биофизическим отделом Всесоюзного института экспериментальной медицины Г. М. Франк выступил на V Всесоюзном совещании по вопросам атомного ядра с докладом об использовании радиоактивных изотопов в биологии. В августе 1946 года был создан изотоп специально для медицинских целей — 14C, и первые образцы его переданы для использования в Barnard Free Skin&Cancer Hospital и Mallinckrodt Institute of Radiology (оба — Сент-Луис). В 1946 году в СССР под руководством Г. М. Франка создаётся Радиационная лаборатория № 8, которая через 2 года преобразуется в Институт биологической физики АМН СССР (с 2007 года — Федеральный медицинский биофизический центр имени А. И. Бурназяна). С момента создания Институт являлся ведущим советским разработчиком радиофармпрепаратов. В 1951 году американское Управление по контролю качества пищевых продуктов и лекарственных средств официально разрешает 131I к применению на людях.

### Организационное оформление
В 1954 году в Рестоне (штат Вирджиния) создаётся неправительственное Общество ядерной медицины, начиная с 1964 года оно издаёт «Журнал ядерной медицины». В 1971 году Общество выступило одним из учредителей Американской палаты ядерной медицины. Будучи членом Американской палаты медицинских специальностей, Палата получила право официально сертифицировать специалистов в области ядерной медицины. В 1974 году появилась Американская остеопатическая палата ядерной медицины, которая уполномочена присваивать специалистам в области ядерной медицины степень доктора остеопатической медицины.
В 1980 году в Милане создано Европейское общество терапевтической радиологии и онкологии (European Society for Therapeutic Radiology and Oncology, ESTRO), а в 1985 году в Лондоне — Европейская ассоциация ядерной медицины.

## Технологии

### Диагностика

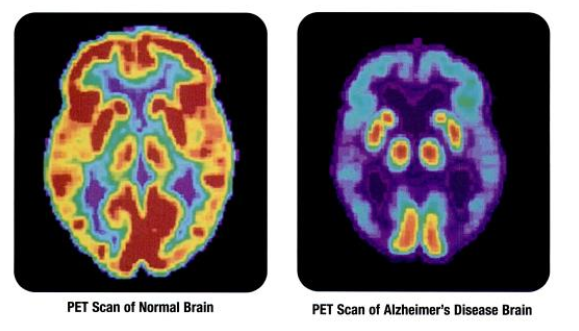
Снимки ПЭТ-томографа: здоровый мозг и больной. 2013 год

По отношению к человеческому телу различается диагностика in vitro (в пробирке) и in vivo (в теле). В первом случае у человека отбираются образцы тканей и помещаются в пробирку, где взаимодействуют с радиоактивными изотопами — метод называется радиоиммунным анализом.
В случае диагностики in vivo производится инъекция радифармпрепаратов внутрь человеческого организма, а измерительные приборы фиксируют излучение (эмиссионная томография). В качестве изотопов используются гамма-излучатели — чаще всего 99Tcm, 123I и 201Tl, а также позитронные излучатели — в основном 18F. Изотопы производятся в ядерных реакторах и на циклотронах, затем синтезируются с биологическими маркёрами в готовые радиофармпрепараты.
Гамма-излучение в диагностике in vivo улавливается гамма-камерами, метод называется сцинтиграфией. Первоначально использовалась планарная сцинтиграфия, дающая плоскостную проекцию, сейчас набирает популярность однофотонная эмиссионная компьютерная томография (SPECT), работающая уже с трёхмерными моделями.
Позитронное излучение фиксируют позитронно-эмиссионные томографы (ПЭТ-сканеры).

### Терапия

#### Брахитерапия

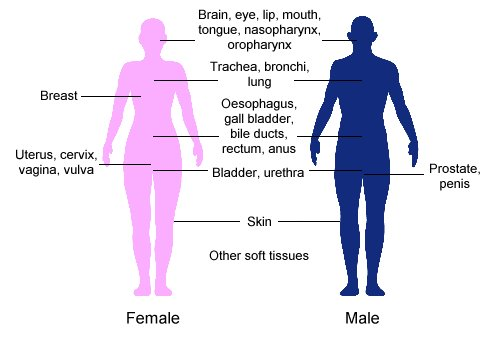
Области применения брахитерапии

Первым методом лечения в ядерной медицине была брахитерапия (французы предпочитают термин кюритерапия). Она подразумевает доставку к поражённому органу внутри человеческого тела радиофармпрепарата — микроисточника радиации, который уничтожает или изолирует больные клетки. Изначально широко применявшимся для лечения радиоактивным изотопом был 32P. Однако выявилось повреждающее действие на костный мозг большинства пациентов, поэтому применение фосфора-32 было ограничено лечением гемофилии, полицитемии и заболеваний суставов. Главным используемым для лечения изотопом является сейчас 131I (радиойодтерапия), источник гамма-лучей и электронов. Набирают также популярность такие излучатели электронов, как 153Sm, 89Sr и 90Y.
Сегодня в качестве вероятного направления эволюции брахитерапии рассматривается тераностика, которая объединяет в рамках одной процедуры как диагностику, так и лечение.

#### Лучевая терапия
Спорным является вопрос о возможности отнесения дистанционной лучевой терапии (нейтрон-захватная терапия, протонная терапия, гамма-нож) к методам лечения в ядерной медицине. Теоретики стремятся отделить дистанционную лучевую терапию от ядерной медицины, ограничивая терапевтические методы последней применением радиоактивных препаратов. В частности, подобной позиции придерживается Ассоциация Медицинских Физиков России в рубрикаторе журнала «Медицинская физика», а также российское Общество ядерной медицины — в разработанном им проекте национального стандарта «Ядерная медицина. Термины и определения» и названии газеты «Вестник ядерной медицины и лучевой терапии».
В то же время на практике разделение ядерной медицины и дистанционной лучевой терапии соблюдается далеко не всегда. Так, Немецкий кардиологический центр в Мюнхене объединяет ядерную медицину и лучевую терапию под крышей Института радиологии и ядерной медицины (Institut für Radiologie und Nuklearmedizin), Центр ядерной медицины МИФИ готовит специалистов как по ядерной медицине, так и по лучевой терапии. Открываемые в российских регионах центры ядерной медицины тоже часто предусматривают в составе оказываемой медицинской помощи лучевую терапию (напр, центр в Казани, проекты в Томске и Владивостоке).

#### Кибер-нож
Кибернож (CyberKnife) — радиохирургическая система производства компании Accuray, состоящая из 2 элементов:
1. небольшой линейный ускоритель, создающий излучение;
2. роботехническое устройство, позволяющее направлять энергию на любую часть тела с любого направления.

Метод воздействия системы основан на лучевой терапии с целью более точного воздействия, чем при обычной лучевой терапии.
С августа 2001 Управление по санитарному надзору (США) разрешило использовать систему CyberKnife для лечения опухолей в любых частях человеческого тела. Система используется для лечения опухолей поджелудочной железы, печени, простаты, позвоночника, рака горла и мозга и доброкачественных опухолей.

## Современное состояние отрасли
Сегодня[когда?] свыше 50 % радиоактивных изотопов в мире тратится на нужды ядерной медицины. Мировой рынок радиофармпрепаратов и медтехники контролируют главным образом 5 компаний:
- Amersham[англ.] (Великобритания), входит в состав GE HealthCare;
- Bracco[англ.] (Италия);
- Bristol Myers Squibb (США);
- Covidien[англ.] (США), бывшая Tyco Healthcare;
- Schering (Германия), бывшее CIS Bio international[33][13].

По степени обеспеченности ядерной медициной можно выделить следующие группы государств (по состоянию на 2005 год):
1. высокообеспеченные — США, Япония, Германия, Бельгия, северная Италия;
2. быстро развивающиеся — Франция, Испания, Турция;
3. только начинающие — Канада, Бразилия, Португалия, Польша, Венгрия, Марокко, Словакия, Великобритания, Китай, Индия;
4. ещё не принявшие решения — Алжир, Тунис, страны СНГ, Южная Америка и т. д.

По оценкам аналитиков Национального исследовательского ядерного университета МИФИ, мировой объём рынка ядерной медицины с 2014 года по 2020 год вырос в полтора раза — с 16,3 млрд долларов до 24 млрд долларов. Предполагается, что к 2030 году он достигнет 43 млрд долларов.

### Россия
Обеспеченность страны ядерной медициной пока что довольно низка. По состоянию на 2007 год обеспеченность гамма-камерами составляла 1 на миллион жителей (для сравнения: Северная Америка — 33, Восточная Европа — 2,2, Латинская Америка — 2,1). По оценкам экспертов, для достижения заметного экономического и социального эффекта необходим 1 ПЭТ-томограф на 1 млн населения, в то время как в 2012 году в России действовало только 24 ПЭТ-томографа (при норме 143). В 2021 году Россия имела 0,52 сканера на 1 млн человек. В области радионуклидной терапии функционировало только 4 % от необходимого количества койко-мест. По словам бывшего министра здравоохранения Т. А. Голиковой, потребности населения в радиофармпрепаратах удовлетворены на 1—3 %.
В 2009 году в рамках национального проекта «Здоровье» в России стартовала Национальная онкологическая программа. Программа предусматривала совершенствование учёта онкологических заболеваний, повышение квалификации медицинских работников, модернизацию оборудования региональных онкологических диспансеров. Постановлением Правительства РФ от 17 февраля 2011 года № 91 была утверждена федеральная целевая программа «Развитие фармацевтической и медицинской промышленности Российской Федерации на период до 2020 года и дальнейшую перспективу». Вслед за ней ожидалось принятие ФЦП «Развитие ядерной медицины в РФ», однако такая программа пока не принята.
По оценкам аналитиков Национального исследовательского ядерного университета МИФИ, российский рынок ядерных медтехнологий растёт в среднем на 5 % ежегодно. В 2020 году он составил около 1,2 млрд долларов, к 2030 году должен вырасти до 3,5-4 млрд долларов. Скромную динамику российского рынка эксперты объясняют недостатком медицинской инфраструктуры и высокой капиталоёмкостью проектов.

#### Наука и образование
Основными отечественными центрами исследований в области методов ядерной медицины являются НБИК-центр Курчатовского института и Институт теоретической и экспериментальной физики (оба — Москва), Институт физики высоких энергий (ИФВЭ, Протвино), Петербургский институт ядерной физики (ПИЯФ, Гатчина), МРНЦ им. А. Ф. Цыба, Обнинск. Ведущий научный центр, отвечающий за разработку технологий радиофармпрепаратов, методов их контроля и проведение испытаний — Федеральный медицинский биофизический центр имени А. И. Бурназяна.
В 1993 году была создана Ассоциация Медицинских Физиков России, с 1995 года она издаёт журнал «Медицинская физика», в котором имеется раздел ядерной медицины. В 1996 году создано российское Общество ядерной медицины. 2 марта 2000 года в России официально появилась специальность 010707 «медицинская физика». Сейчас ежегодно выпускаются до 100 медицинских физиков при потребности 400 специалистов в год.

#### Производство
Рассчитывая на рост спроса после принятия ФЦП по развитию ядерной медицины, «Росатом» подписал с Philips соглашение, предусматривающее размещение в стране производств однофотонных и позитронных эмиссионных томографов со степенью локализации не менее 51 %. Госкорпорация нацелена также и на выпуск циклотронов. Среди отечественного оборудования для автоматизированной брахитерапии котируется аппарат «Агат», производимый ОАО «Научно-исследовательский институт технической физики и автоматизации» (входит в АО «Наука и инновации»).
Россия входит в число 5 крупнейших производителей сырьевых медицинских изотопов в мире. Изотопы производятся: на ядерных реакторах — в ПО «Маяк» и ГНЦ-НИИАР (Димитровград, Ульяновская область); на циклотронах — в ЗАО «Циклотрон» (Обнинск, Калужская область), Курчатовском институте (Москва), Радиевом институте им. В. Г. Хлопина и Российском научном центре радиологии и хирургических технологий (оба — Санкт-Петербург), Научно-исследовательском институте ядерной физики при ТПУ (Томск). Правда, более 90 % сырьевых медицинских изотопов не находит применения в стране и экспортируется. Сейчас «Росатом» реализует в Димитровграде проект «Молибден-99» (используется для изготовления 99Tcm), с которым рассчитывает занять 20 % мирового рынка.
Радиофармпрепараты для диагностики in vitro в стране не выпускаются. Из числа прочих радифоармпрепаратов в России производятся 20 наименований из 200; считается, что они в основном закрывают потребности внутреннего рынка. Ведущими отечественными производителями радиофармпрепаратов выступают:
- в Москве — АО «Фарм-Синтез», завод «Медрадиопрепарат» Федерального медико-биологического агентства России (Москва), ООО «Диамед», Научный центр сердечно-сосудистой хирургии имени А. Н. Бакулева и Центральная клиническая больница Управления делами Президента РФ[6][13];
- в Обнинске — Обнинский филиал Научно-исследовательского физико-химического института имени Л. Я. Карпова и Государственный научный центр Российской Федерации — Физико-энергетический институт имени А. И. Лейпунского[6][13];
- в Санкт-Петербурге — Радиевый институт им. В. Г. Хлопина, Институт мозга человека имени Н. П. Бехтеревой РАН и Российский научный центр радиологии и хирургических технологий[6][13];
- в Томске[52] — Научно-исследовательский институт ядерной физики при ТПУ[6][13].

Свердловская область приступила в 2013 году к реализации плана по созданию в Екатеринбурге Циклотронного центра ядерной медицины на месте циклотронной лаборатории ускорительного комплекса кафедры экспериментальной физики УрФУ. Предполагается, что в перспективе центр будет снабжать изотопами и радиофармпрепаратами ПЭТ-центры Уральского федерального округа.

#### Клиники
Сейчас в России действуют более 200 подразделений радионуклидной диагностики, проводящих исследования in vivo (столько же занимаются анализами in vitro). При этом в 2012 году насчитывалось только 8 полных центров (оборудованных собственными циклотронами и лабораториями по синтезу радиофармпрепаратов) и 4 отделения позитронно-эмиссионной томографии (Москва, Санкт-Петербург, Челябинск и Магнитогорск). Данные учреждения позволяли в совокупности диагностировать и лечить 5 000 больных в год при потребности 40 000. На различных стадиях подготовки и запуска находились ещё около 40 центров.
В 2010 году Минздрав, Федеральное медико-биологическое агентство и «Росатом» запланировали создание трёх национальных кластеров ядерной медицины на основе существующих производств: в Томске с зонами ответственности по оказанию медицинской помощи Сибирь и Дальний Восток, в Димитровграде с зоной ответственности Урал и в Обнинске с зоной ответственности Европейская Россия. В результате в конце 2013 года должен вступить в строй Центр медицинской радиологии в Димитровграде ёмкостью 400 коек, рассчитанный на обслуживание 40 000 пациентов в год, Томск и Обнинск пока только строят планы.
Начали строить планы и другие регионы. Так, планируется к созданию Центр ядерной медицины ДВФУ (Владивосток), «Роснано» объявило об открытии до конца 2013 года ПЭТ-центров в Уфе, Липецке, Орле, Тамбове и Брянске. В феврале 2012 года открылся Радиологический центр Тюменского областного онкодиспансера, рассчитанный на 4 000 процедур однофотонной и 3 000 процедур протонной эмиссионной диагностики в год, а также на 300 пациентов год по направлению радионуклидной терапии. В 2013 году открылся Центр ядерной медицины в Казани, рассчитанный на 6 000 пациентов в год.
В октябре 2021 года в подмосковных Химках открылся крупнейший в России Институт ядерной медицины полного цикла, предлагающий весь спектр услуг в области ядерной медицины (диагностика, радионуклидная терапия) и рассчитанный на приём 26 000 пациентов в год. Институт имеет собственный циклотронно-радиохимический комплекс для производства радиофармпрепаратов.

## Галерея

2D: Сцинтиграфия (от лат. «знать») — это использование внутренних радионуклидов для создания двухмерных изображений.
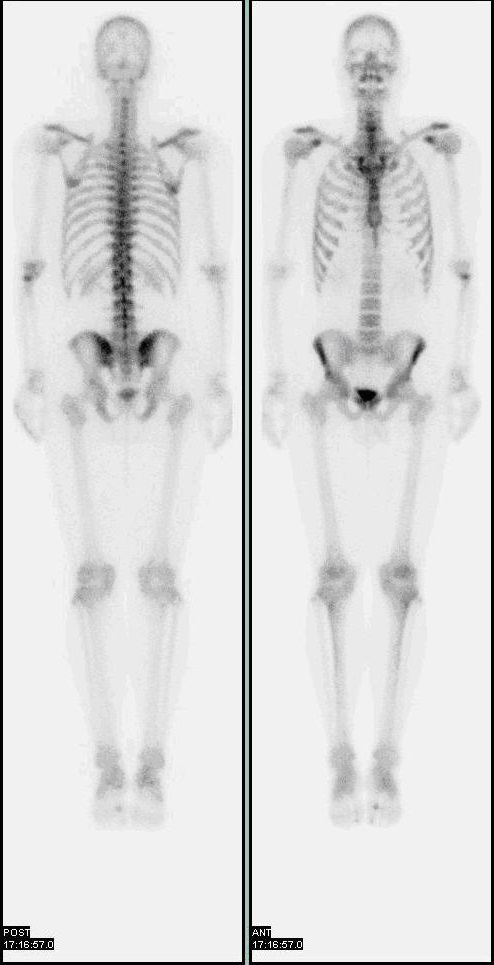
Сканирование костей всего тела с помощью ядерной медицины. Сканирование костей всего тела в ядерной медицине обычно используется для оценки различных патологий, связанных с костями, таких как боли в костях, стрессовые переломы, доброкачественные поражения костей, инфекции костей или распространение рака на кость.
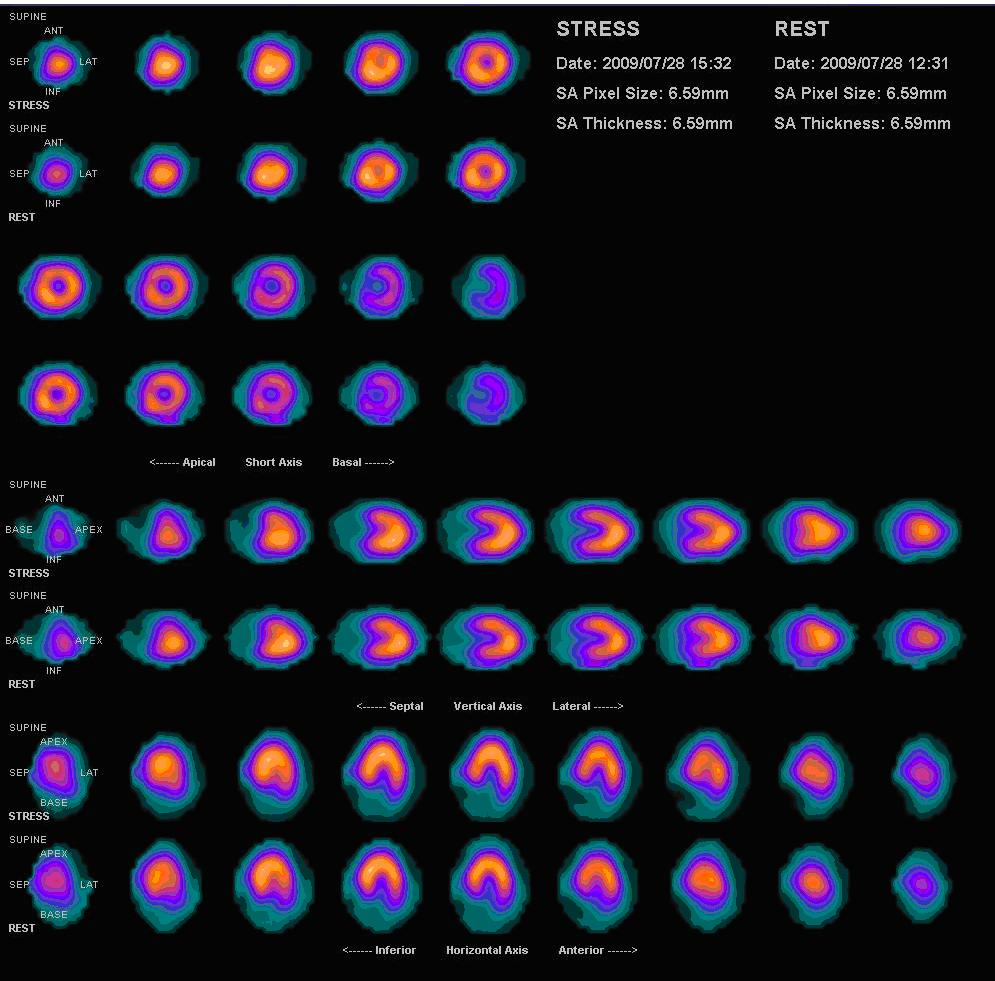
Сканирование перфузии миокарда с помощью ядерной медицины с таллием-201 для изображений покоя (нижние ряды) и Tc-Sestamibi для изображений стресса (верхние ряды). Сканирование перфузии миокарда с помощью ядерной медицины играет ключевую роль в неинвазивной оценке ишемической болезни сердца. Исследование не только идентифицирует пациентов с ишемической болезнью сердца; он также предоставляет общую прогностическую информацию или общий риск неблагоприятных сердечных событий для пациента.
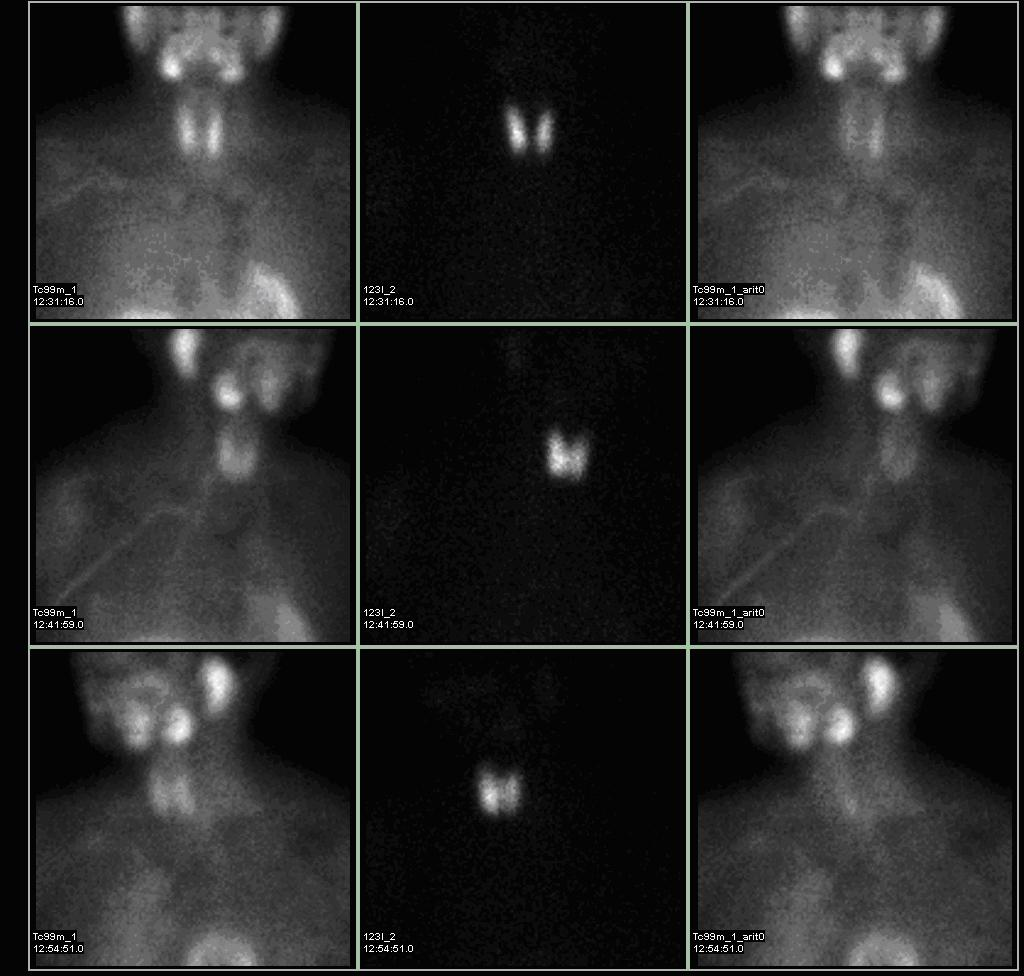
Сканирование паращитовидной железы с помощью ядерной медицины демонстрирует аденому паращитовидной железы, прилегающую к левому нижнему полюсу щитовидной железы. Вышеупомянутое исследование было выполнено с одновременной визуализацией технеция-сестамиби (1-я колонка) и йодом-123 (2-я колонка) и методом вычитания (3-я колонка).
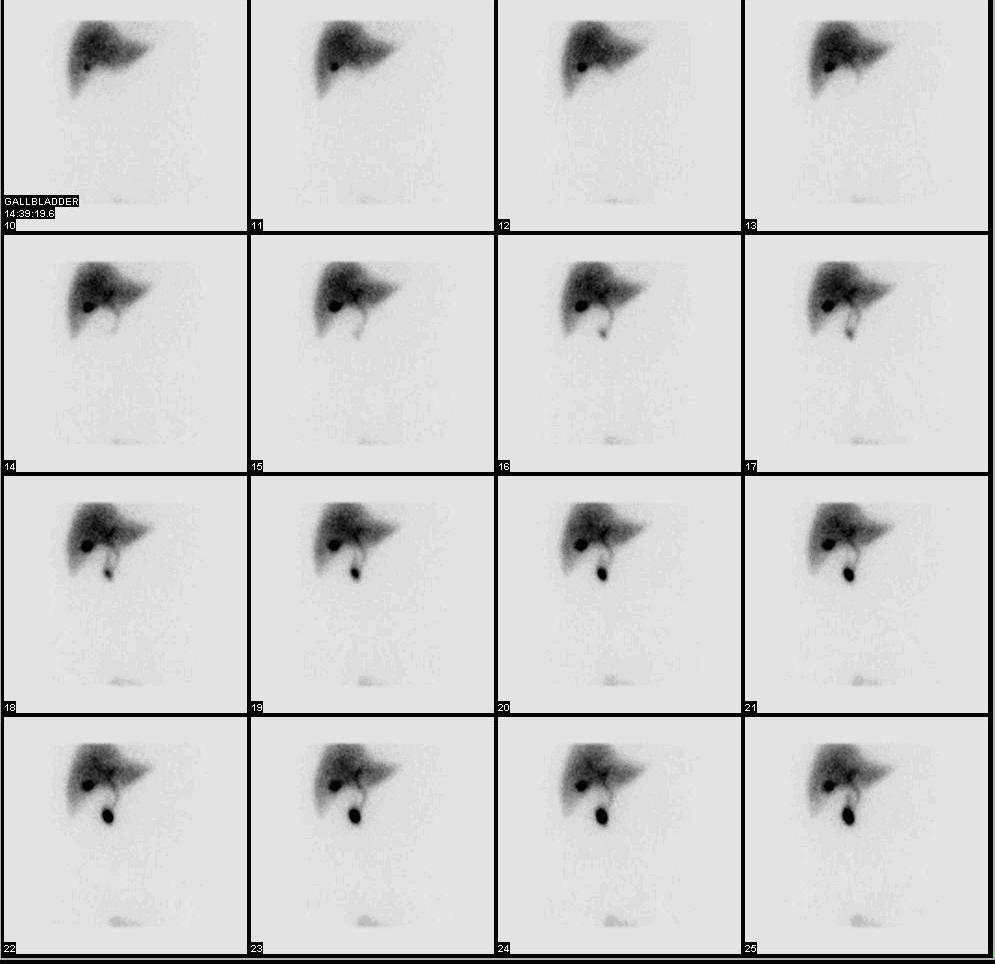
Нормальное сканирование гепатобилиарной системы (сканирование HIDA). Сканирование гепатобилиарной системы ядерной медицины клинически полезно для выявления заболеваний желчного пузыря.
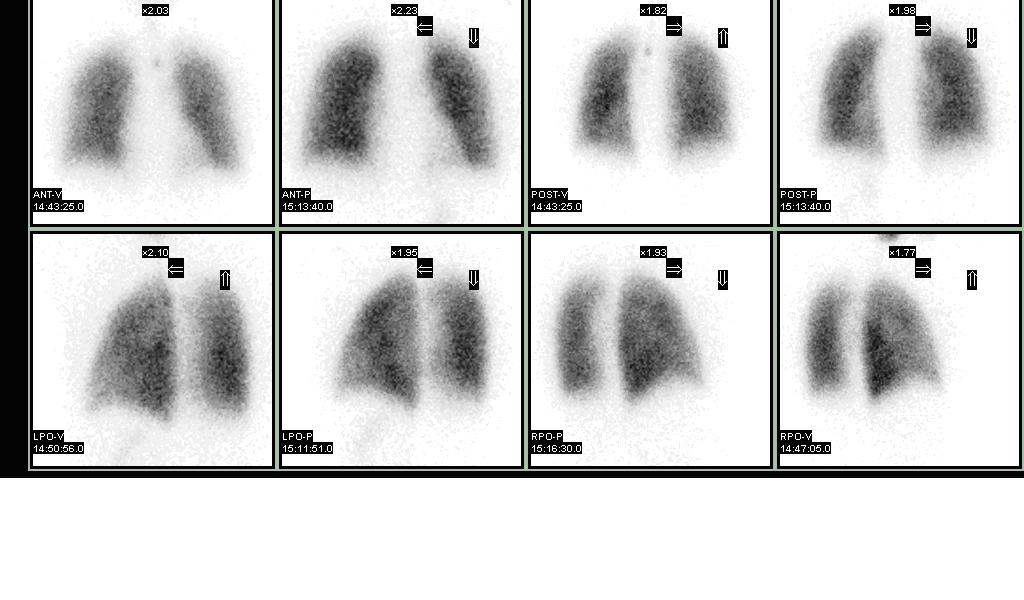
Нормальная лёгочная вентиляция и перфузия (V/Q). V/Q-сканирование в ядерной медицине полезно при оценке лёгочной эмболии.
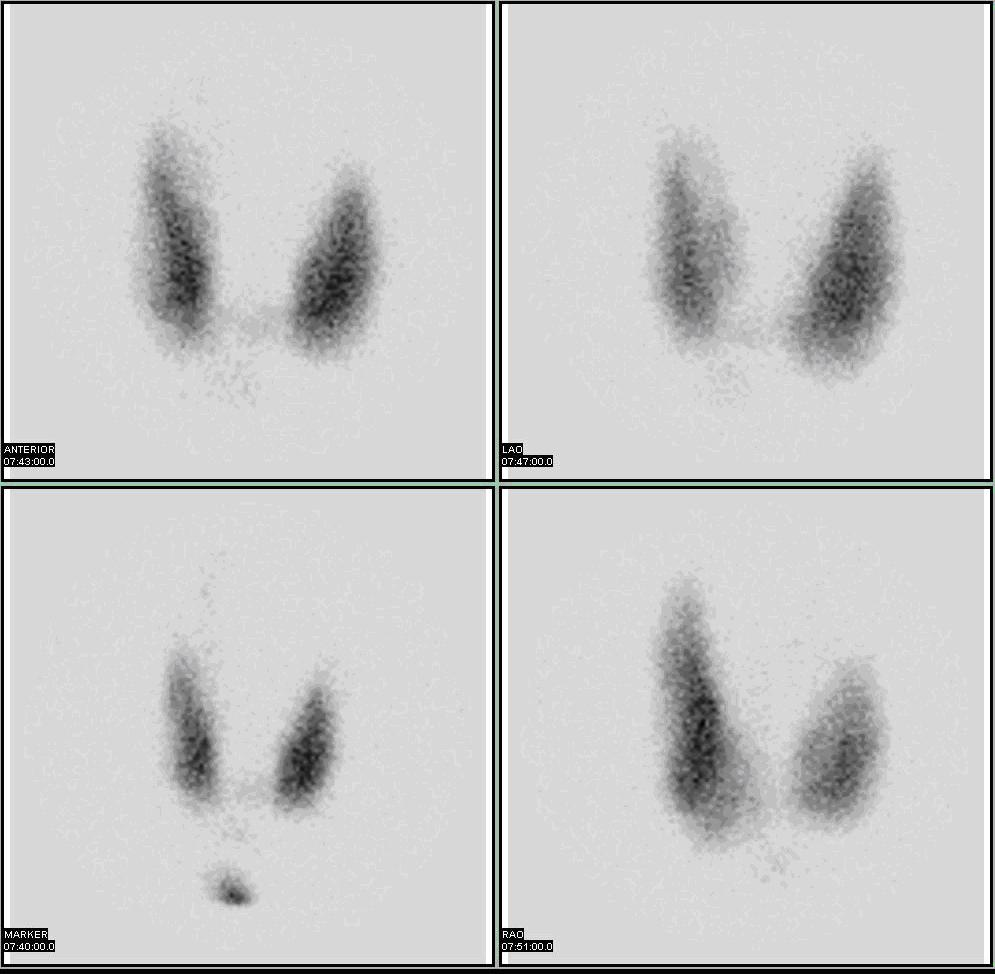
Сканирование щитовидной железы с йодом-123 для оценки гипертиреоза.

3D: ОФЭКТ — это трехмерный томографический метод, который использует данные гамма-камеры из многих проекций и может быть реконструирован в разных плоскостях. ПЭТ использует обнаружение совпадений для отображения функциональных процессов.
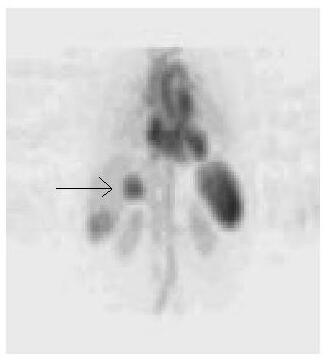
ОФЭКТ-сканирование печени ядерной медицины с мечеными технецием-99m аутологичными эритроцитами. Очаг высокого поглощения (стрелка) в печени соответствует гемангиоме.
Проекция максимальной интенсивности (MIP) позитронно-эмиссионной томографии (ПЭТ) всего тела у женщины весом 79 кг после внутривенной инъекции 371 МБк 18F-FDG (за один час до измерения).

Гибридные методы сканирования
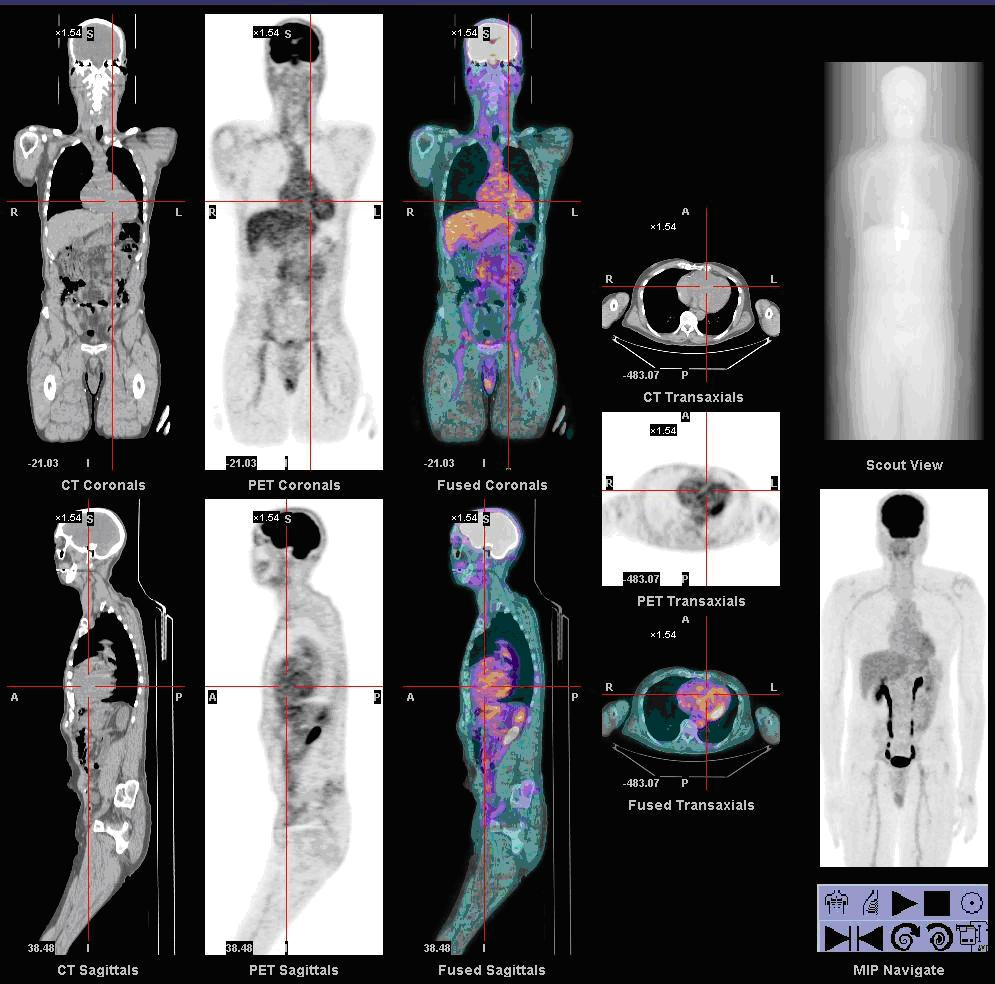
Нормальная ПЭТ/КТ всего тела с ФДГ-18. ПЭТ/КТ всего тела обычно используется для выявления, определения стадии и последующего наблюдения за различными видами рака.
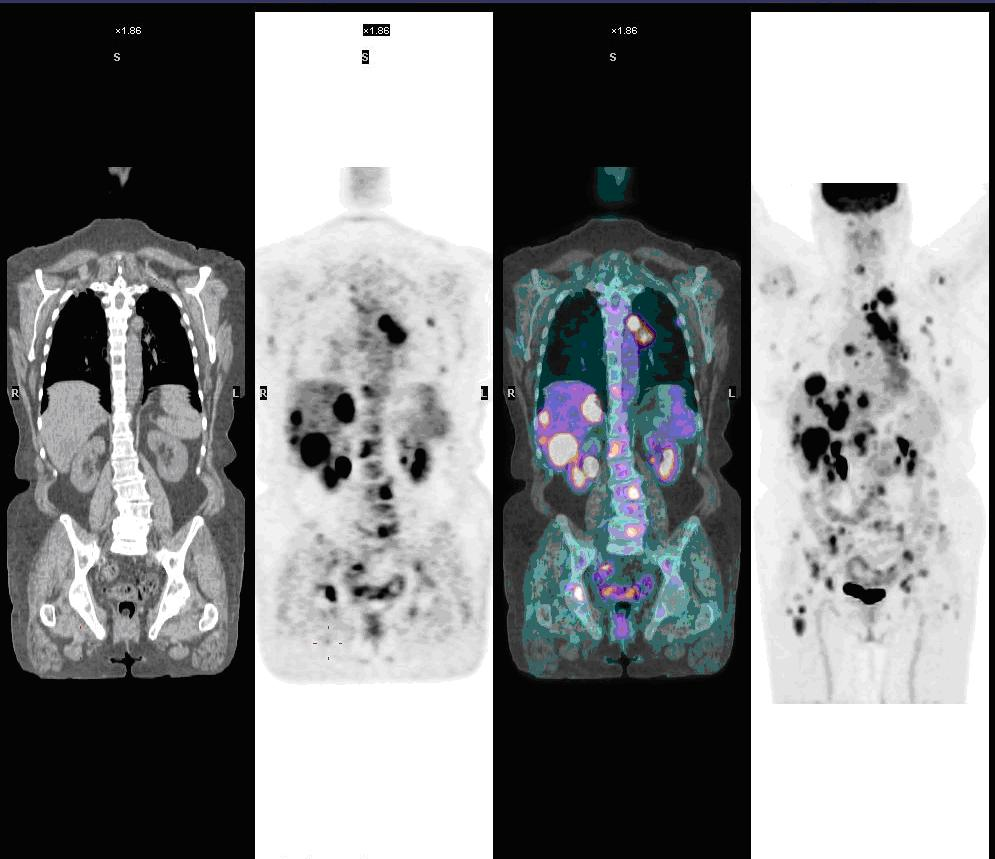
Аномальная ПЭТ/КТ всего тела с множественными метастазами рака. ПЭТ/КТ всего тела стала важным инструментом в оценке рака.

### Рекомендуемая литература
- Наркевич Б. Я., Костылев В. А. Физические основы ядерной медицины: Учебное пособие. — М.: АМФ-Пресс, 2001. — 60 с.
- Паркер Р., Смит П., Тейлор Д. Основы ядерной медицины = Basic Science of Nuclear Medicine. — М.: Энергоиздат, 1981. — 304 с. — 2200 экз.
- Королюк И. П., Цыб А. Ф. Беседы о ядерной медицине. — 1-е изд. — М.: Молодая гвардия, 1988. — 192 с. — (Эврика). — 100 000 экз. — ISBN 5-235-00599-6.
  - Цыб А. Ф., Королюк И. П., Капишников А. В. Беседы о ядерной медицине. — 2-е изд. — М.: Медицина, 2009. — 189 с. — 1000 экз. — ISBN 5-225-03388-1.